# Institut für Mikroelektronik Stuttgart

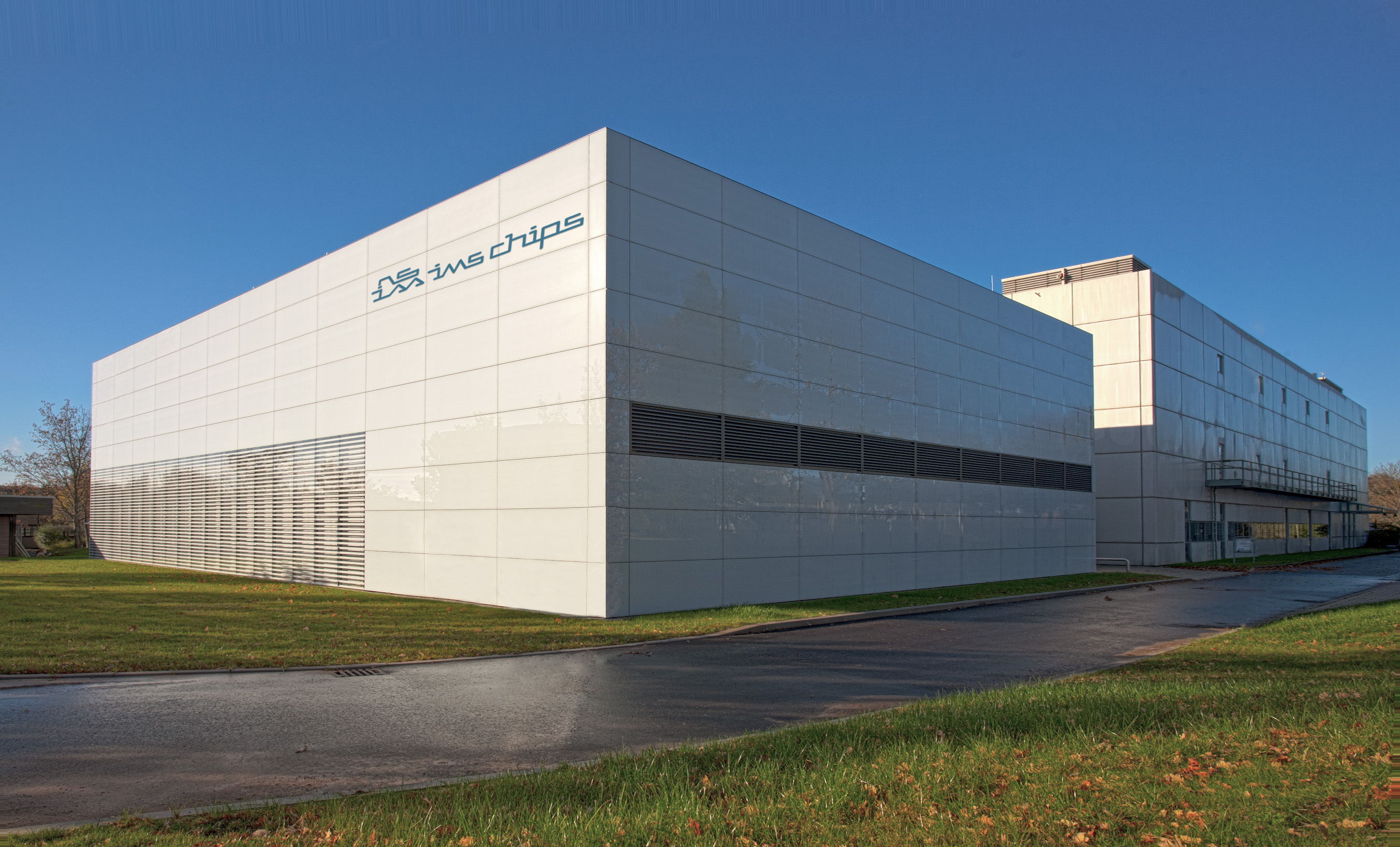
IMS CHIPS Neubau Reinraum Außenansicht

Das Institut für Mikroelektronik Stuttgart (IMS CHIPS) ist eine als gemeinnützig anerkannte Stiftung nach bürgerlichem Recht auf dem Forschungscampus Stuttgart-Vaihingen. Es betreibt wirtschaftsnahe Forschung auf dem Gebiet der Mikroelektronik in den Bereichen Silizium-Technologie, anwenderspezifische Schaltkreise (ASIC), Nanostrukturierung und Bildsensorik und engagiert sich in der beruflichen Weiterbildung. Das Institut ist Mitglied der baden-württembergischen Innovationsallianz (innBW), einer Kooperation von zwölf Vertragsforschungseinrichtungen in Baden-Württemberg. Einhundert Mitarbeiter arbeiten unter der Leitung von Joachim Burghartz auf ausgewählten Gebieten der Mikroelektronik und deren Anwendung in der Praxis.
Unter dem Handelsnamen IMS CHIPS tritt das Institut für Mikroelektronik Stuttgart unter anderem als Hersteller von Mikrochips und als Anbieter von verschiedenen Prozessdienstleistungen auf. Das Institut finanziert sich nach dem „Drittel-Prinzip“, d. h. ein Drittel des Etats muss aus Industrieeinnahmen erwirtschaftet werden, ein Drittel aus Fördermitteln der öffentlichen Hand und ein Drittel wird vom Land Baden-Württemberg als Grundzuschuss finanziert.

## Geschichte
Das Institut für Mikroelektronik Stuttgart wurde am 18. Juli 1983 auf Veranlassung der damaligen baden-württembergischen Landesregierung unter Beteiligung der Unternehmen Daimler-Benz, IBM, SEL und Siemens als Stiftung des öffentlichen Rechts in Stuttgart gegründet. Das IMS gehört zu den ersten Instituten, die Anfang der 1980er Jahre in Deutschland gegründet wurden, um die heimischen Industrieunternehmen im Wettbewerb um Anteile am Mikroelektronik-Weltmarkt, insbesondere mit dem aufstrebenden Japan, nachhaltig unterstützen zu können. Es entstand in dieser Zeit ein regelrechter Wettbewerb zwischen den Bundesländern um Standorte und um Köpfe für die neuen Mikroelektronik-Institute.
2003 erfolgte wie bei anderen Vertragsforschungseinrichtungen des Landes Baden-Württemberg eine Umwandlung der Rechtsform in eine Stiftung nach bürgerlichem Recht. Grundlage hierfür war das „Gesetz zur Umwandlung von öffentlich-rechtlichen Forschungseinrichtungen in Stiftungen bürgerlichen Rechts“.

## Tätigkeitsfelder

### Universelle Geräteausstattung zur Chipfertigung und Nanostrukturierung
Die Entwicklung und Herstellung von Mikrochips des Instituts ist nach der Qualitätsnorm ISO 9001 und der Herstelleranerkennung QC 001002-3 zertifiziert. Das Institut betreibt mit dem 2013 eröffneten Erweiterungsbau nun zwei Reinräume mit insgesamt ca. 1.000 m² Fläche und verfügt über die Geräteausstattung zur Bearbeitung von Wafern und zur Herstellung von CMOS- und Bipolar-Schaltkreisen. Wafer können im klassischen Verfahren der Maskenbelichtung und auch mittels Elektronenstrahl-Direktschreibe-Verfahren strukturiert werden.

### Schwerpunkt Elektronenstrahl-Lithografie
Das Institut besitzt zwei Elektronenstrahlschreiber des Jenaer Unternehmens Vistec, einen SB352HR und seit 2013 auch ein Modell vom Typ SB4050. Mit diesen Geräten lassen sich Strukturen kleiner 32 nm auf entsprechend belackten Siliziumwafern und Quarzsubstraten belichten. Der zweite Elektronenstrahlschreiber verfügt als Besonderheit über einen in der Vakuumkammer luftgelagerten Positioniertisch (air bearing stage) anstelle der bisher üblichen kugelgelagerten Positioniereinheit. Damit können neben relativ leichten Siliziumwafern auch mehrere Kilogramm schwere Quarzsubstrate nanometergenau positioniert werden. Derartige Quarzplatten dienen als Ausgangsmaterial für diffraktive optische Elemente (DOEs) und computergenerierte Hologramme (CGHs).
Im Zentrum einer Forschungskooperation mit dem Optik-Unternehmen ZEISS aus Oberkochen steht die Weiterentwicklung nanostrukturierter optischer Komponenten, die in hochkomplexen Lithografie-Optiken so genannter Waferscanner zum Einsatz kommen. Waferscanner gehören zu den präzisesten und aufwändigsten Anlagen in Fabriken zur Mikrochip-Herstellung und belichten die Schaltungsstrukturen auf Halbleiterwafer.

### Nanostrukturierung als Dienstleistung
Als Nanostrukturen bezeichnet man Strukturen im Bereich weniger Nanometer. Diese können mit den Methoden zur Mikrochipherstellung erzeugt werden (Belichtungs- und Ätzverfahren). Die Anwendung von Nanostrukturen geht weit über die Mikroelektronik hinaus. Ein wichtiges Anwendungsgebiet sind optische Elemente aus nanostrukturiertem Quarz. Durch die Möglichkeit, solche Strukturen extrem präzise auch auf großen Flächen zu erzeugen, können beispielsweise computergenerierte Hologramme oder diffraktive optische Elemente hergestellt werden. Es lassen sich auch dreidimensionale Strukturen im Nanometerbereich als „Stempel“ herstellen (Nano-Imprint-Lithografie), die wiederum als Werkzeug (Replikationsmaster) in der Herstellung von z. B. Festplatten (Strukturierung der Magnetschicht auf den Speicherplatten) verwendet werden.
Ein weiteres Gebiet ist die Herstellung großflächiger Siliziummembranen mit freigeätzten Flächen (Stencil-Membranen), die als „Druckschablonen“ für die Herstellung organischer Elektronikschaltungen genutzt werden (organische Elektronik). Tarek Zaki von der Universität Stuttgart wurde für seine Arbeiten mit auf diese Weise hergestellten organischen Dünnfilm-Transistoren (organic thin film transistors), die zu einem Weltrekord bei der Schaltgeschwindigkeit führten, 2013 mit dem IEEE EDS PhD Fellowship Award ausgezeichnet.

### Prozessentwicklung für ultradünne Mikrochips
Für ein Verfahren zur Herstellung ultradünner Mikrochips erhielt Prof. Joachim Burghartz den mit 100.000 Euro dotierten Landesforschungspreis 2009 des Landes Baden-Württemberg. Die Landesstiftung Baden-Württemberg finanzierte daraufhin das Projekt ChipFilm, in dem die praktische Umsetzung erforscht wurde. Für seine Arbeiten in ChipFilm erhielt Evangelos Angelopoulos vom IMS den GMM-Preis 2011 der VDE/VDI-Gesellschaft.
Gemeinsam mit der Robert Bosch GmbH entwickelte IMS Verfahren zur Herstellung ultradünner Mikrochips im vom Bundesforschungsministerium geförderten Projekt ProMikron für einen Einsatz in der Hochvolumenfertigung weiter. Das Verfahren ermöglicht es, definierte Hohlräume, die von einer Siliziummembran überspannt sind, herzustellen. Auf diesen Membranen lassen sich in herkömmlicher Fertigungstechnik mikroelektronische Schaltungen realisieren. Am Ende der Prozessierung kann die Membran mit einem handelsüblichen Vakuumgreifer vom Wafer abgezogen werden, dabei brechen kontrolliert Ankerpunkte an den Kanten des Hohlraumes und geben den ultradünnen Chip frei.

### Entwicklung und Kleinserienfertigung von Mixed-Signal- und Smart-Power-ASICs
Mikrochips, die speziell im Auftrag eines Kunden entwickelt und produziert werden und gewöhnlich nicht im freien Handel verfügbar sind, nennt man ASICs (application-specific integrated circuits; Anwendungsspezifische integrierte Schaltung). Enthalten solche Chips Schaltungen mit digitalen (Binärlogik, Rechenwerke, Zustandsautomaten) und analogen Funktionen (Verstärker, Analog-Digital-Wandler, Digital-Analog-Wandler), spricht man von Mixed-Signal-ASICs. Diese haben eine besondere Bedeutung in allen Bereichen, in denen Sensoren für physikalische Größen oder andere Umweltparameter eingesetzt werden. Sensoren liefern gewöhnlich analoge Signale, die zur Übertragung und Weiterverarbeitung mit Digitaltechnik aufbereitet (Filterung, Verstärkung) und in digitale Werte umgewandelt werden müssen.
Smart-Power-ASICs sind dagegen Mikrochips, die in der Lage sind, elektrische Verbraucher direkt und ohne einen vorgeschalteten Leistungsverstärker ansteuern zu können. Sie können auch so ausgelegt werden, dass sie direkt mit höheren Spannungen betrieben werden können. Herkömmliche hochintegrierte Mikrochips wie Mikroprozessoren sind nur für Spannungen zwischen einem und drei Volt ausgelegt, höhere Spannungen würden die Chips zerstören. Smart-Power-ASICs können dagegen mit Spannungen von bis zu einigen hundert Volt betrieben werden und erlauben damit einen direkten Einsatz in vielen Gebieten der Energietechnik (Batterieüberwachung in Elektrofahrzeugen, intelligente Stromzähler, Photovoltaik), sie sind aber auch wichtiger Bestandteil moderner Automatisierungstechnik im Bereich der industriellen Steuerungen, die üblicherweise mit Signalen arbeitet, die 24 Volt Gleichspannung besitzen. Gewöhnliche Mikrochips können dort nur mit zusätzlichem Aufwand (Pegelwandler, Spannungsbegrenzer) verwendet werden, Smart-Power-ASICs können dagegen direkt eingesetzt werden, was eine starke Vereinfachung und einen effizienteren Aufbau von Industriesteuerungen ermöglicht.
Typische Anwendungen für die ASICs des Instituts bzw. IMS CHIPS sind die Steuerungs- und Regeltechnik sowie die Sicherheitstechnik. Die Chips steuern Elektromotoren, werten Sensorsignale aus oder dosieren Schmierstoffe und übertragen Daten an Maschinen und Anlagen. ASICs vom Institut für Mikroelektronik Stuttgart sind unter anderem in einfachen Infrarotfernbedienungen, Magnetventilsteuerungen aber auch in komplexen Weltraumanwendungen zu finden, beispielsweise in den deutschen Radarsatelliten TerraSAR-X und TanDEM-X.

### CMOS-Bildsensoren mit logarithmierenden Pixelzellen
Eine Besonderheit stellen CMOS-Bildsensoren nach dem HDRC-Prinzip dar, die sich aufgrund einer logarithmierenden Pixelzelle durch eine sehr hohe Helligkeitsdynamik von herkömmlichen CMOS-Bildsensoren unterscheiden.
Für die logarithmierende Pixelzelle wurde dem Institut 1996 ein deutsches Patent erteilt, in der Folge wurde das Prinzip auch in der EU, in Japan, Kanada, den USA und weltweit patentiert.
Im Bereich des maschinellen Sehens ist das sichere Kamerasystem SafetyEYE der Firma Pilz GmbH & Co. KG ein Beispiel für eine Anwendung eines HDRC-Sensors. Das System beobachtet z. B. Gefahrenzonen in Produktionshallen, wie sie bei Maschinen mit beweglichen oder drehenden Teilen bestehen. Bislang mussten solche Gefahrenzonen, etwa um Industrieroboter, aufwendig mit Absperrzäunen, Lichtschranken und Lichtvorhängen gesichert werden. SafetyEYE, das drei am Institut entwickelte HDRC-Bildsensoren enthält, ist ein von Berufsgenossenschaften zugelassenes Schutzsystem auf Kamerabasis. Es ermöglicht den Verzicht auf mechanische Schutzabtrennungen.
Auch im Bereich Medizintechnik werden HDRC-Bildsensoren des IMS eingesetzt. An der Augenklinik der Universität Tübingen wurden solche Bildsensoren von Eberhart Zrenner mehreren Patienten ins Auge implantiert. Der Bildsensor ist Bestandteil des so genannten Retina-Implantats, welches bei bestimmten Erblindungserkrankungen (Retinitis pigmentosa) einen Teil der Sehkraft wiederherstellen soll. Hierzu wandelt ein Bildsensor das Bild an Stelle der Netzhautzellen in elektrische Impulse um und stimuliert die noch intakten Zellen des Sehnervs. Das Gehirn kann nach einigem Training aus diesen Stimulationsmustern wieder einen Seheindruck erzeugen.

### Weiterbildung und Nachwuchsförderung
Seit 1992 bietet das Institut jährlich einen zweiwöchigen Sommerkurs „Schülerinnen und Schüler machen Chips“ an. Der Kurs wendet sich an Schüler der 11. Klasse (G8), bzw. 12. Klasse (G9), welche Physik oder Mathematik als Profil- oder Neigungsfach belegt haben und Vorkenntnisse in Informatik besitzen. In diesem Kurs werden anschaulich die Grundlagen der Mikroelektronik erklärt und die Entwicklungsschritte zur Erstellung elektronischer Schaltungen aufgezeigt. Die Vorlesungen werden von Ingenieuren und Wissenschaftlern des Instituts gehalten. Begleitend hierzu bauen die Teilnehmer im Rahmen einer praktischen Laborübung ihre eigene digitale Uhr zusammen, die einen ASIC benutzt, der dieselbe Schaltung besitzt, wie die im Kurs von den Schülern entwickelte. Dies ermöglicht ihnen, die verschiedenen Designschritte
besser zu verstehen und mit entsprechenden Softwarepaketen zu arbeiten. Ein weiterer Schwerpunkt des Kurses sind Hilfestellungen zur Studien- und Berufswahl, in dem studentische Vertreter von Fachschaften der Universität Stuttgart sowie Ingenieure aus der Elektronikindustrie den Teilnehmern Rede und Antwort stehen. Umfragen unter den bislang mehr als 700 Kursteilnehmern ergaben, dass zwei Drittel der Teilnehmer den Kurs für maßgeblich für ihre spätere Berufswahl halten.
Über das an der Universität Stuttgart eingerichtete Institut für Nano- und Mikroelektronische Systeme (INES) haben Studierende und angehende Wissenschaftler die Möglichkeit, die Einrichtungen des IMS zu nutzen und wissenschaftliche Arbeiten bis hin zur Promotion durchzuführen.
Gemeinsam mit der Technischen Akademie Esslingen (TAE) bietet das IMS jährlich einen mehrtägigen Zertifikatslehrgang „Mikroelektronik-Technologie-Seminar“ an.
Für die Teilnahme am IdeenPark 2008 hat das IMS, nachdem Technikverlage und Anbieter von Experimentierkästen sich nicht am IdeenPark-Auftritt beteiligen wollten, ein eigenes robustes Experimentier-Board entwickelt und in kleiner Stückzahl aufgelegt, das eine Vielzahl von Elektronik-Experimenten erlaubt und dabei auf herkömmliche Messleitungen mit 4-mm-Bananensteckern setzt. Es ist seither regelmäßig bei Schulklassen im Einsatz, die das IMS besuchen.